# Соркін Ігор В'ячеславович
Ігор В'ячесл́авович С́оркін (нар. 3 березня 1967, Донецьк) — колишній український банкір, «касир родини Януковича», голова НБУ з 11 січня 2013 по 24 лютого 2014 року. Заслужений економіст України. За першим фахом військовий інженер.

## Життєпис
Народився 3 березня 1967 року в Донецьку. Закінчив середню школу в 1984 році.
У 1988–1996 роках служив в армії СРСР і Національній гвардії України (командир десантно-штурмового взводу, розвідувального батальйону та начальник розвідки полку Національної гвардії).

### Освіта
Має три вищі освіти:
- 1988 закінчив Бакинське вище загальновійськове командне училище за спеціальністю «Інженер»;
- 1998 закінчив Донецький університет за спеціальністю «Правознавство»;
- 2006 — Донецький університет за спеціальністю «Банківська справа».

### Робота вНБУ
З 1996 року працює у системі Національного банку України — економіст 1-ї категорії, провідний, головний економіст відділу, завідувач сектору, заступник начальника відділу, з 2001 року — начальник відділу банківського нагляду Управління НБУ в Донецькій області.
У липні 2010 року призначений на посаду заступника Голови Національного банку України.
З 17 січня 2011 — державний службовець третього рангу.
З грудня 2012 року виконував обов'язки Голови Національного банку України.
11 січня 2013 року Верховна Рада України призначила Ігоря Соркіна на посаду Голови Національного банку України.. За цим чоловіком закріпилося реноме «касира родини Януковича». За час роботи на посаді різко зменшилися золотовалютні ресурси України.
18 січня 2013 року затверджений у складі Ради національної безпеки і оборони України.
З 24 серпня 2013 року — державний службовець першого рангу.
24 лютого 2014 року подав у відставку.
Підпис Ігоря Соркіна присутній на банкнотах номіналом 5, 10, 50 та 200 гривень (2013 року); вже після відставки, 1 квітня 2014 року, в обіг були введені банкноти з його підписом номіналом 2 та 20 гривень (із зазначенням 2013 року).

## Обвинувачення та розшук
18 вересня 2015 року відкрито кримінальне провадження і одночасно Служба безпеки України оголосила в розшук колишнього голову Національного банку України Ігоря Соркіна і колишнього голову правління Реал-банку Володимира Агафонова. Кримінальне провадження, яка розслідується Генеральною прокуратурою України спільно з СБУ, відкрито за фактом заволодіння Соркіним і Агафоновим коштів Нацбанку і ПАТ «Аграрний фонд» у розмірі 2,8 мільярда гривень. Прес-служба СБУ заявляє, що розкрадання грошей відбувалося за попередньою змовою учасниками злочинної організації, створеної власником Реал-банку і Брокбізнесбанку Сергієм Курченко.
6 грудня 2019 Інтерпол скасував міжнародний розшук Соркіна, це сталося на основі рішенні генерального секретаріату Інтерполу, що було винесено в липні 2019.

## Родина
Одружений, дружина Анжела. Дорослий син Валентин, працює в банківському бізнесі Олександра Януковича.
Батько Вячеслав Ісаакович Соркін (2 червня 1944) — чиновник в РАТ «Газпром».
Мати — українка Лариса Детюк, народжена під час Другої світової війни у російському Свердловську. Батьки живуть на території Російської Федерації, громадяни Російської Федерації.

## Державні нагороди
- Заслужений економіст України (1 грудня 2011)[9]